# Église Saint-Martin-de-Jussan de Tresques
L'église Saint-Martin-de-Jussan de Tresques est une église romane, devenue chapelle, située à Tresques dans le département français du Gard en région Occitanie.

## Localisation
L'ancienne église paroissiale, devenue simple chapelle, se dresse au milieu des vignes, à 1 km au nord du village de Tresques, près de la route D409.

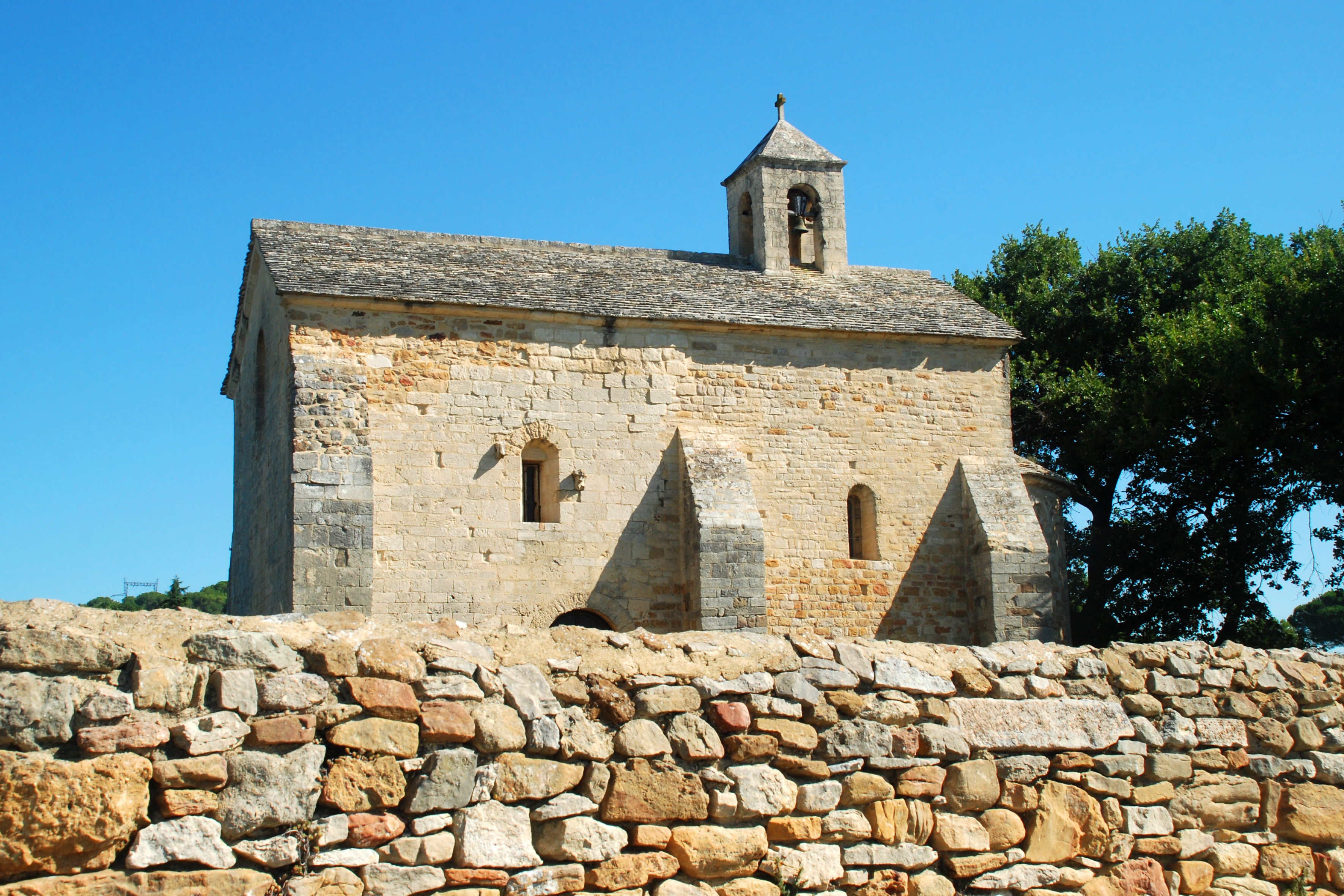
La façade méridionale.

## Historique
Tresques est mentionné en 1060 sous le nom de Castrum quod vocatur Trescas dans le cartulaire de la cathédrale de Nîmes. Il apparaît ensuite sous les noms de Castrum de Treschas en 1121 et de Locus de Tressis en 1384.
Tresques faisait partie de la viguerie de Bagnols et du diocèse d'Uzès.
L'église Saint-Martin-de-Jussan a été construite au XIe siècle et décorée au XIIe siècle.
Elle abrite le tombeau des comtes de Vogüé à partir de 1839.
Propriété de la commune depuis 1976, elle fait l'objet d'un classement au titre des monuments historiques depuis le 12 juillet 1982.

## Architecture

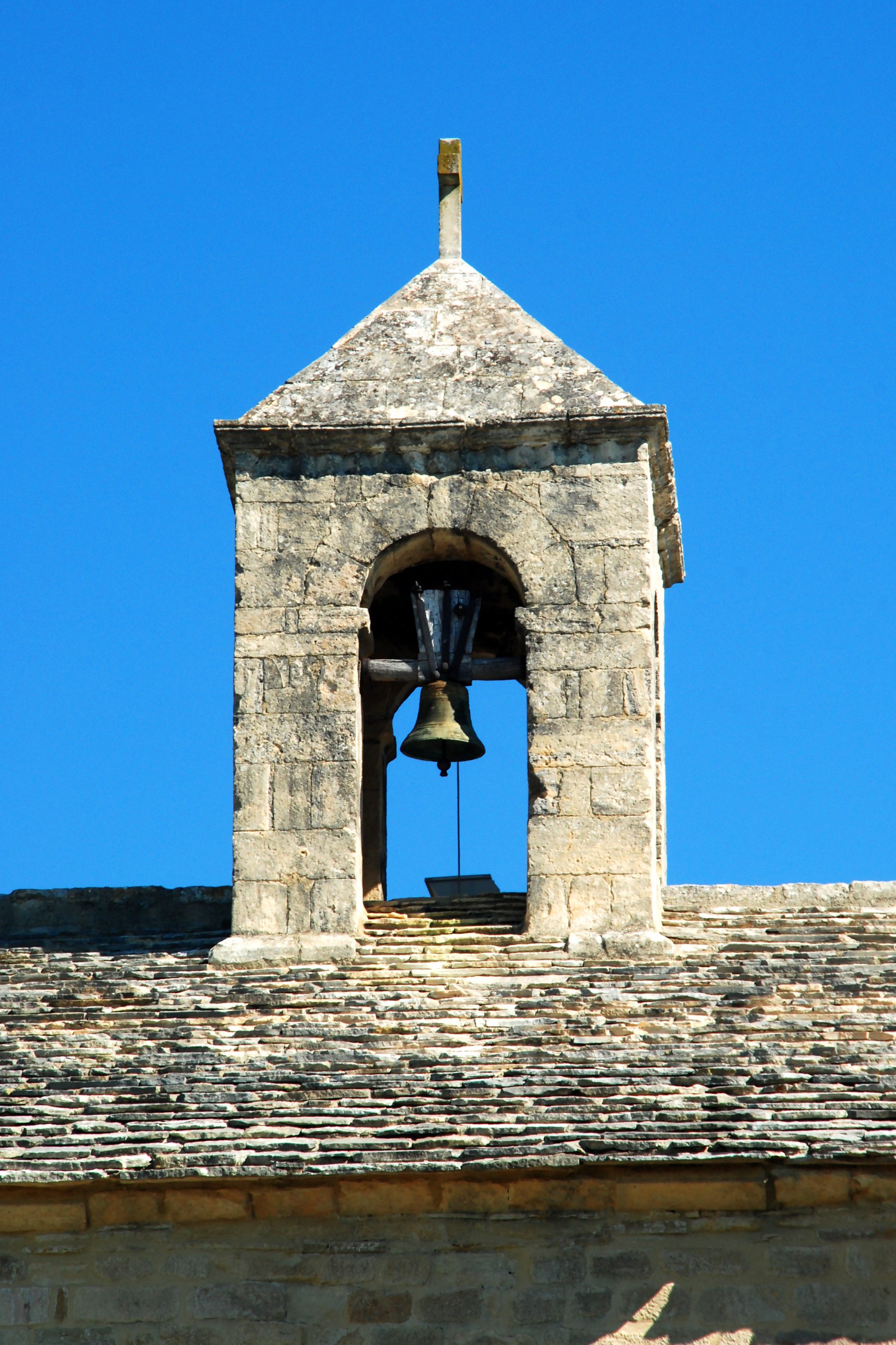
Le clocheton.

### Le chevet roman lombard
L'église, couverte de lauzes, possède un beau chevet de style roman lombard à abside unique.
Cette abside semi-circulaire, édifiée en pierre de taille assemblée en appareil irrégulier, repose sur un puissant soubassement et présente une décoration de bandes lombardes composées de lésènes et d'arcatures groupées par trois. 
L'abside est percée d'une fenêtre absidiale unique, à simple ébrasement.

### La nef
La façade méridionale, soutenue par trois puissants contreforts de hauteurs inégales, est percée d'une porte en plein cintre à simple ébrasement et de deux baies, cintrées elles aussi et placées à des hauteurs différentes.
Le pignon est percé d'une baie cintrée à double ébrasement.

### Le clocheton
La toiture de lauzes est surmontée d'un élégant clocheton carré à quatre baies campanaires, sommé d'un toit de lauzes à flèche pyramidale.